# RTV Sternet
RTV Sternet is een lokale radio- en televisiezender van de gemeente Haaksbergen in Twente. De omroep richt zich op Haaksbergen, Buurse & Sint Isidorushoeve.

## Radio
RTV Sternet maakt radio-uitzendingen onder de naam Sternet FM. Deze worden via de FM uitgezonden op kabel (104,1 MHz) en in de ether (107,30 MHz) in Haaksbergen. Sinds 2010 zendt RTV Sternet ook digitaal uit op het netwerk van KPN op kanaal 954 en Glashart op kanaal 3034. Ook is RTV Sternet te ontvangen via internet, dat kan via de website.
RTV Sternet heeft qua muziekbeleid geen specifieke doelgroep maar zendt algemene popmuziek uit, afgewisseld met een lokale tint. Op het halve uur is er een lokaal nieuwsbulletin. In de avonduren zijn gepresenteerde radioprogramma's te beluisteren. 
RTV Sternet heeft sinds maart 2014 een compleet nieuwe programmering. Dit geldt voor de doordeweekse dagen. Van 0.00 uur tot 18.00 uur worden er gepresenteerde programma's gemaakt. Dit is een onderdeel van de samenwerking tussen de lokale omroepen in Twente. In de avonduren worden er thema/doelgroepprogramma's gemaakt voor de gemeente.

## Televisie
RTV Sternet maakt televisie-uitzendingen. De televisie zendt uit op kanaal 6 van de analoge kabel (Ziggo) (op 182,25 MHz), digitaal via KPN zijn de programma's te bekijken op kanaal 554 en via Glashart op kanaal 2025. RTV Sternet maakt minimaal 1x per week een programma met lokale berichten en interviews en zendt de omroep het programma Twentebreed uit. In de overige uren is er Tekst-TV te zien.